# Cornelis van Nijenrode
Cornelis van Nijenro(o)de, ook wel gespeld als Neyenrode en Nieuwenrode (Naarden - Hirado, 31 januari 1633) was een koopman in dienst van de VOC. Hij was van 1617 tot 1622 opperhoofd in Siam en van 1623 tot 1632 opperhoofd in Japan, in het kantoor in Hirado.

## Biografie

### Achter-Indië

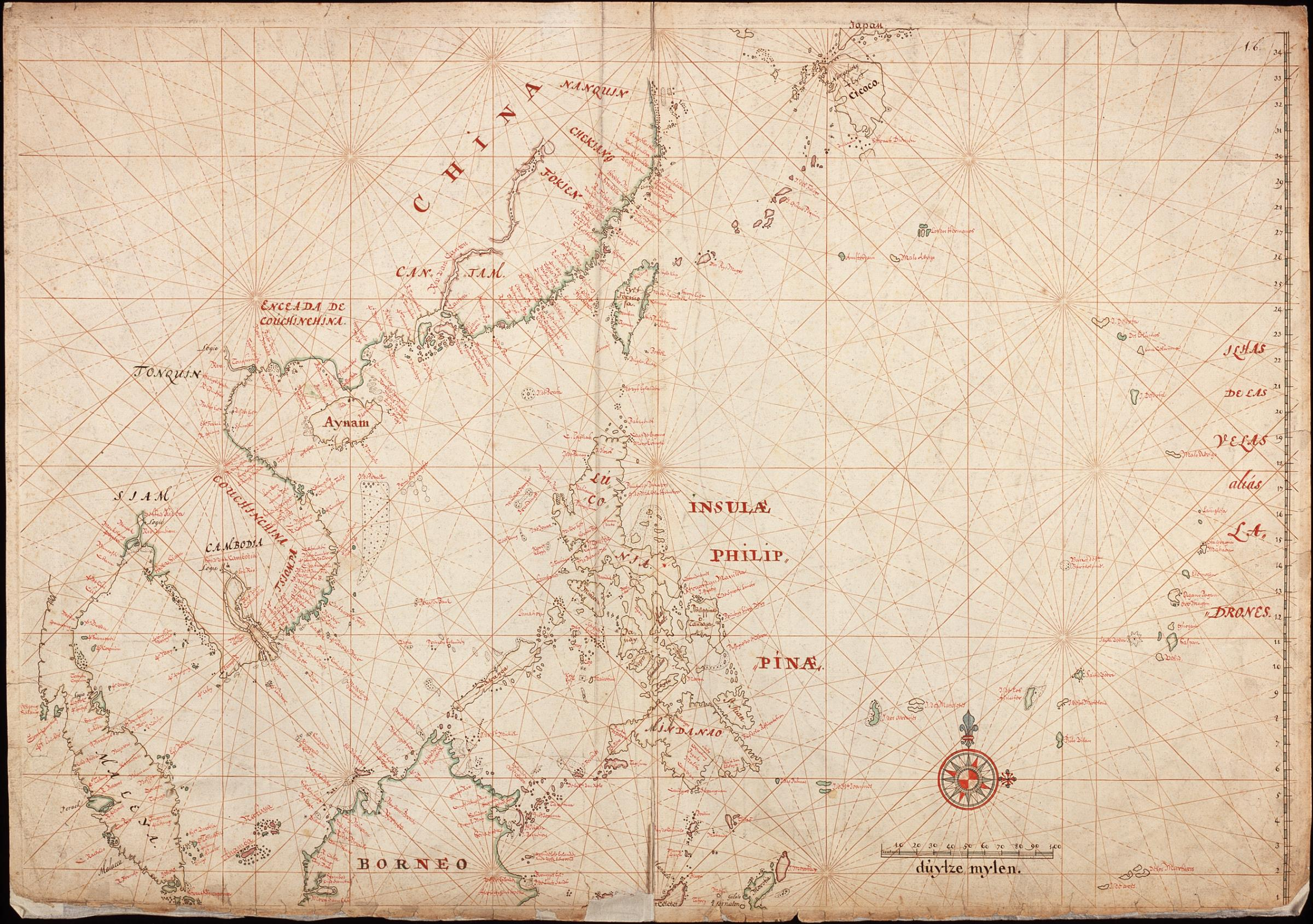
Achter-Indië, oftewel Oost-Azië.

Van Nijenrode ging in december 1607 naar Azië als diamantkenner, op het schip Delft van de VOC-kamer Delft, in de vloot van Pieter Verhoeff. Die vloot kwam in februari 1609 in Bantam aan, waarna de Delft door zeilde naar Patani. Hier had de VOC sinds 1604 een factorij. Van Nijenrode bleef er achter als koopman. In oktober 1610 werd hij door het opperhoofd, Victor Sprinckel, naar het pas gestichte kantoor in Ayutthaya in Siam gezonden om samen met Marten Houtman het bestuur van de vertrekkende Lambert Jacobsz. Heyn over te nemen. Ayutthaya viel onder het bestuur van het kantoor Patani. Sprinckels opvolger Hendrik Janssen kreeg in september 1612 van de koning van Ligor toestemming voor een hulpkantoor in het nabij Patani gelegen Sangora, met 'vrie tollen ende rechten, gheen ander natiën als wij moghen handelen, een huijs van steen ende muier, ende alles te moghen maecken'. Van Nijenrode bracht vervolgens daar enige tijd door, keerde weer terug naar Ayutthaya en moest toen vanwege bezuinigingen het bestuur verder aan Houtman laten. Het kantoor, vooral gesticht om er producten uit China te kunnen kopen, met name ruwe zijde, was niet zo winstgevend. Hij bracht toen weer een jaar door in Patani, en maakte daar onder meer kennis met de Engelse schipvaart van de Globe onder leiding van Peter Floris en Lucas Antheunisz, die in navolging van hun ex-werkgever de VOC voor de Engelse compagnie kantoren in Patani en Ayutthaya kwamen stichten. In oktober 1613 ging Van Nijenrode met het jacht Enkhuizen weer terug naar Bantam. In 1614 was hij met Janssen weer in Sangora voor een bezoek aan de plaatselijke vorst. Hij was inmiddels bevorderd tot opperkoopman, en bleef tot zeker 1617 in Sangora. Halverwege dat jaar werd hij door Janssen aangesteld als opperhoofd van het kantoor Ayutthaya, nadat Houtman zijn ontslag had aangevraagd.
In Ayutthaya werden inmiddels gedroogde hertenvellen en roggenvellen ingekocht die in Japan een goede markt hadden. Daar werden ze gebruikt voor de wapenuitrusting van samoerai en de bekleding van kisten. Ook kon er rijst worden ingekocht voor het pas gestichte Batavia, dat vanwege de belegering door zijn Javaanse buren vaak van voedsel verstoken was. Van Nijenrode had echter veel gebrek aan kapitaal, en klaagde dat Janssens opvolger Gerrit Druyff in Patani te veel uitgaf. In 1620 vroeg ook hij om ontslag. Een opvolger bleek echter niet nodig te zijn, omdat Jan Pieterszoon Coen andere plannen had. Coen wilde alle handel, met name die van de jonken uit China, rechtstreeks naar de centrale overslaghaven Batavia lokken en meende de kostbare tussenstations Siam, Cambodja, Patani en Sangora niet langer nodig te hebben. Van Nijenrode schreef een rapport waarin hij betoogde dat de handelspost in Ayutthaya desondanks behouden moest blijven omdat Siam zelf veel handelsproducten en ook voedsel leverde. Bovendien genoot de VOC de vriendschap van koning Songtham, mede door de briefwisseling die hij onderhield met de stadhouder Maurits in de Republiek. Het rapport was verder zeer lovend over de Siamese samenleving, het voorbeeldig gedrag van de boeddhistische monniken en de pracht en praal aan het hof. Het mocht echter niet baten. Op 4 augustus 1621 viel in de Raad van Indië het besluit om de kantoren te sluiten, en overal 'op 't gevoechelijcxte ende met de meeste vrientschap' afscheid te nemen van de betrokken vorsten. ('voor sooveel sonder des Compagnies prejuditie geschieden kan'). Schepen zouden de regio wel blijven bezoeken, vanuit Batavia gedirigeerd door Philip Lucasz en Jan van Hasel. De loge in Ayutthaya ging in 1622 als gevolg van een grote brand in de stad in vlammen op. In maart van dat jaar was Van Nijenrode terug in Batavia. Hij had twee gezanten van koning Songtham bij zich, met een brief voor stadhouder Maurits waarin diens hulp werd gevraagd bij het neerslaan van een rebellie in Siams vazalstaat Cambodja. Gelukkig voor de Compagnie zag koning Songtham later af van deze expeditie.

### De expeditie naar China

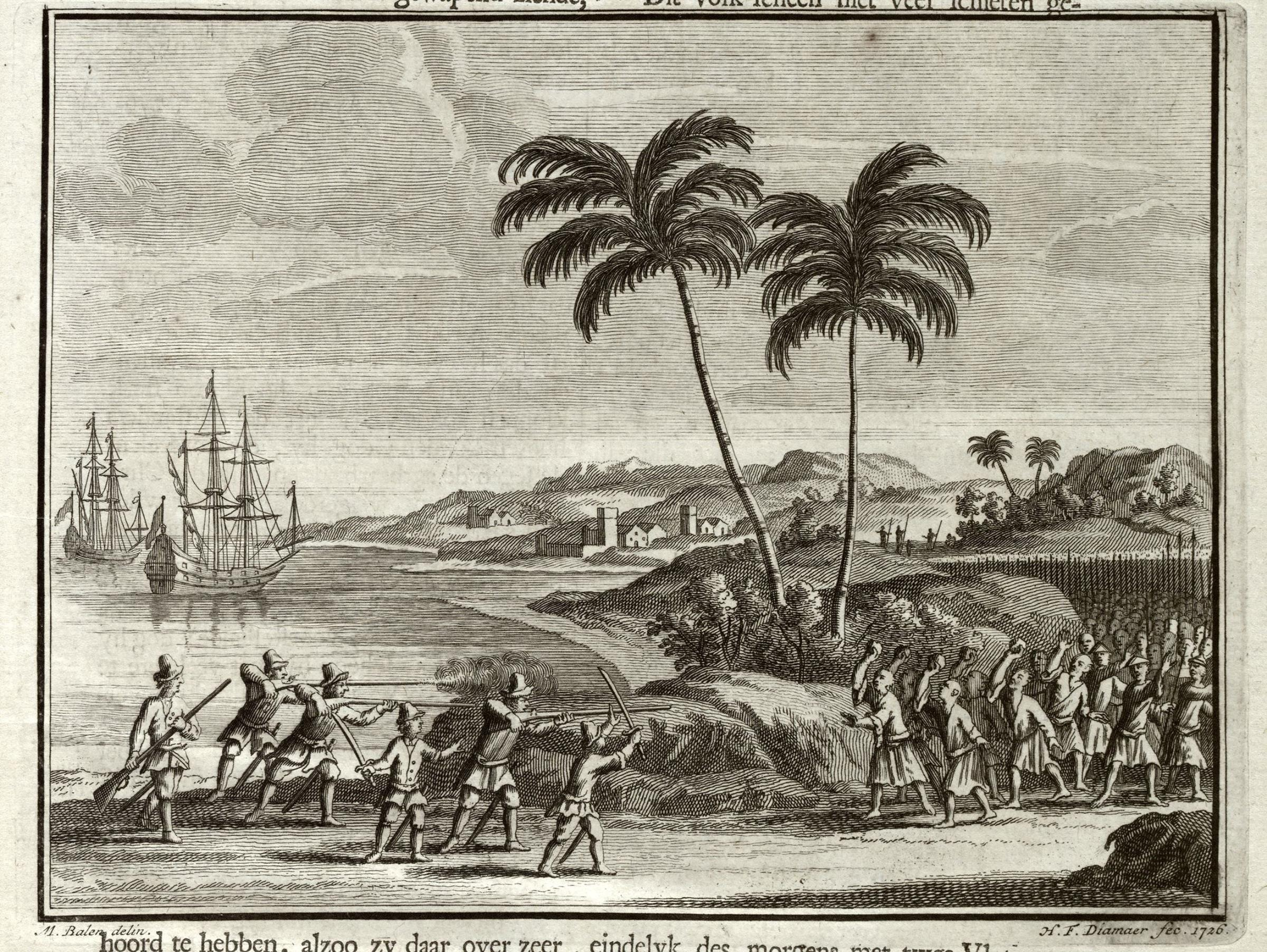
In gevecht met Chinezen.

Na afloop van het Twaalfjarig Bestand werd ook in Azië de oorlog tegen de Spanjaarden en de Portugezen hervat. In het kader van Coens Chinapolitiek werd in 1622 een vloot uitgezonden naar de kust van Fujian om van het Ming-regime toestemming te verkrijgen voor het vestigen van een handelspost, waarmee de Chinese jonkenhandel met de Spanjaarden in Manilla verlegd kon worden naar Batavia. Om de weigerachtige autoriteiten aan de onderhandelingstafel te krijgen hoefden demonstraties van geweld niet geschuwd te worden. De commandeur, Cornelis Reijersen, kreeg ook opdracht om als het mogelijk was een poging te doen de Portugese overslaghaven Macau te veroveren. Cornelis van Nijenrode werd benoemd tot vice-commandeur, en werd vooruit gezonden naar de Straat Malakka om daar vier jachten op te halen die op Portugese schepen tussen Malakka en Macau aan het kruisen waren. Op 30 mei voegde hij zich met deze jachten bij de vloot van Reijersen. Op 24 juni nam hij deel aan de aanval op Macau op het schip Groningen van schipper Willem Bontekoe. De twee konden het niet met elkaar vinden, zoals vaker het geval was met kooplieden en schippers. Bontekoe schreef later aan Coen: 'Doch Nuroeden is geen man op een schep te vaeren, wil gern zijn eygen hooft volgen; ick can oock met hem niet wel oevereen coemen. Ock soe het schijnt heeft geen vermaecken int gebet, soudt het oock niet laeten doen, dat ick hem niet aenpordt.'  Omgekeerd klaagde Van Nijenrode dat de Groningen 5 voet water in het ruim had staan 'sijnde door onachtsaamheijt van die daarop behoorden te passen niet een pompe, die bequaem was om te gebruicken int schip'.
De aanval op Macau mislukte. Reijersen week daarna uit naar de Pescadores en bouwde daar een fort. Toen onderhandelingen met de autoriteiten in Amoy niet wilden vlotten liet hij in juli langs de kust jonken die op Manilla voeren kapen, waar ook Van Nijenrode met de Groningen en de Engelse Beer aan deelnam. Het was nog niet zo makkelijk. Van Nijenrode schreef: 'Haer vaertuych, soo groot als cleyn, is ons meester verre met seylen ende oock in ’t wenden ende draeyen'. Een aanbod van een vloot Chinese zeerovers om een stadje aan de kust te overvallen en te 'brantschatten' sloeg hij af omdat 'den oorlogh aan die van China niet verclaert en was'. Vanaf oktober werden na een oorlogsverklaring door Reijersen met 8 schepen onder leiding van Van Nijenrode alsnog dergelijke strooptochten ondernomen, waarbij goederen werden buitgemaakt en krijgsgevangenen werden meegevoerd.
Eind juli 1623 vertrok Van Nijenrode met het schip de Goede Hoope naar Japan om een lading van zowel 'verooverde als ingecochte goederen' bij de VOC-factorij in Hirado af te leveren. 25 november overleed daar het opperhoofd Leonard Camps. Van Nijenrode werd toen door de politieke raad ter plaatse als zijn vervanger gekozen, en keerde niet terug naar de Pescadores, hoewel de vertrekkende Reijersen hem graag als zijn opvolger had gezien. Vanuit Hirado schreef Van Nijenrode hem op 5 november dat hij weinig vertrouwen had in het succes van diens missie. Hij had gehoord dat 25 jaar geleden het grote Japanse invasieleger van Toyotomi Hideyoshi in Korea door de Chinezen was verjaagd. 'Daerbij men lichtelijck can oordeelen, wat wij met oorlogen sullen connen utrechten, die qualijck macht hebben om een voet op strant te setten, tenzij onder faveur van ons groff geschut, soodat na mijn oordeel, doch onder correctie, ons seer swaer sal vallen met oorloge de Chinesen tot ons devotie te brengen'.

### Opperhoofd van Hirado

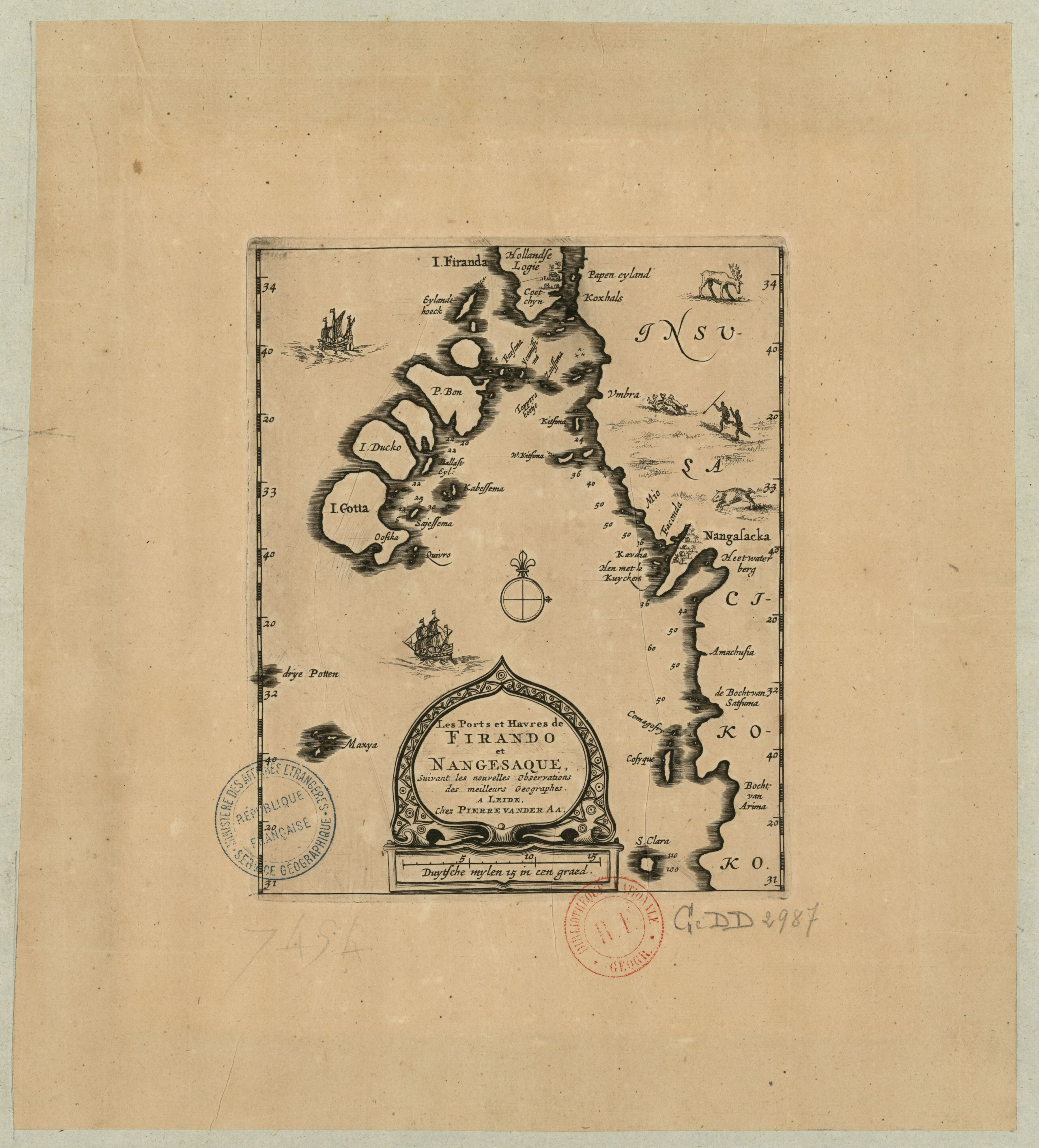
Het eiland Hirado en Nagasaki.

Begin oktober, kort na zijn aankomst in Hirado, bracht Van Nijenrode het verplichte bezoek aan de shogun Tokugawa Iemitsu aan zijn hof in Edo, waar hij merkte dat de Portugezen de Nederlanders ervan beschuldigd hadden zeerovers te zijn. Vanaf begin 1624 werden de Spanjaarden en Portugezen echter niet meer in Japan toegelaten, wat erg gunstig was voor de VOC. De gouverneur van Nagasaki gaf Van Nijenrode het gebruik van 35 door de Portugezen verlaten huizen 'om daer in te resideeren ende onsen handel te drijven, waerbij blijct, in wat aestime de Nederlantsche Comp. in Japan noch ghehouden wert'. Helaas verslechterde de relatie met de shogun door de tolheffing aan Japanse handelaren door de VOC op Formosa, waar de expeditie van Reijersen uiteindelijk was neergestreken. Van Nijenrode waarschuwde begin 1626 dat 'de Japanders aldaer niet wel genoecht waeren over onse tolvorderinge in Tayouhan', en dat hij daarom nog slechts met moeite toestemming voor de hofreis naar Edo had gekregen. De groots opgezette ambassade van de gouverneur van Formosa Pieter Nuyts, die in mei 1627 door Batavia naar Japan werd gestuurd om de zaak glad te strijken, werd door Van Nijenrode afgeraden, aangezien ambassadeurs door het hof van de shogun werden beschouwd als niet meer dan postbezorgers. Men kon dus beter gebruik maken van de jaarlijkse hofreis. Nuyts bezocht desondanks met een groot gevolg het hof van de shogun maar werd weggestuurd, 'even off met een sweep van daer wierde gejaecht', toen bleek dat hij niet kwam uit naam van de 'koning van Holland' (de in de succesvolle ambassade van 1612 als zodanig voorgestelde stadhouder Maurits) maar namens de gouverneur-generaal in Batavia. Van hem was de diplomatieke status onduidelijk. De Japanners vermoedden dat hij slechts een vazal of dienaar van de koning was. De verzekering van de Nederlanders dat de gouverneur-generaal de 'Connick in Indien op Batavia' was mocht niet baten.

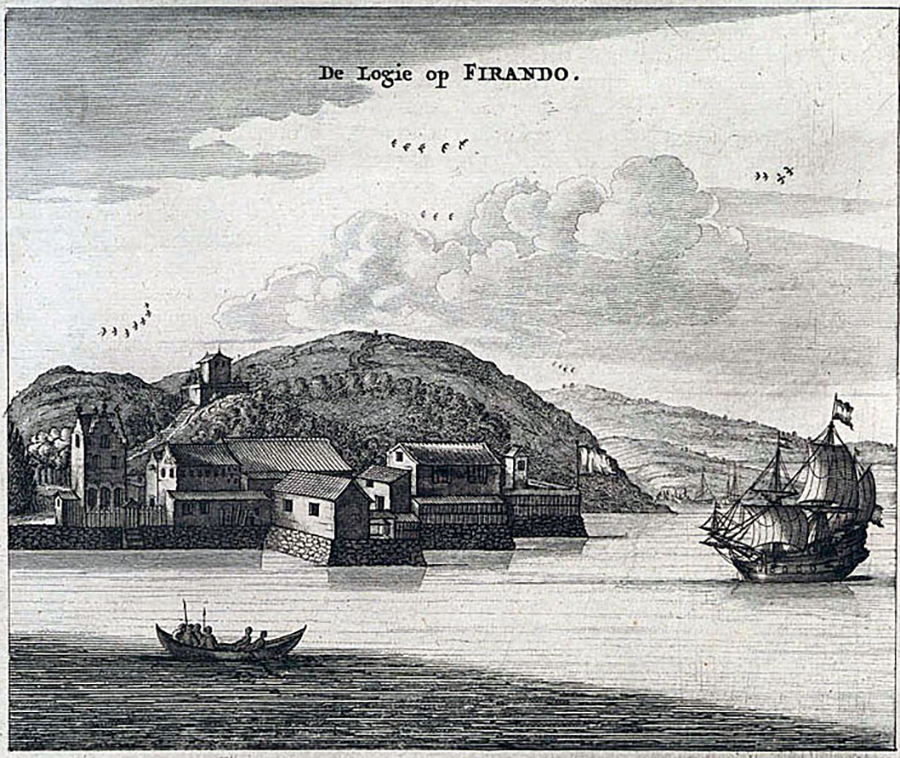
De VOC-factorij in Hirado.

Dat Van Nijenrode een goede relatie met de autoriteiten van Nagasaki had bleek een jaar later. De voortdurende tolheffing door Nuyts op Formosa leidde tot protesten bij de shogun van de machtige handelaar en magistraat Suetsugu Heizo Masanao, door de VOC Fesodonne of Pesedone genoemd, een 'groott vyant van de Compagnie'. Het gevolg was een Japans handelsembargo tegen de VOC. Schepen werden in beslag genomen, bemanningen gevangen gezet en de factorij werd gesloten, maar Van Nijenrode en zijn staf bleven vrij. Het werd hem echter niet toegestaan om naar Edo te gaan om de zaak van de Compagnie te bepleiten. Gelukkig voor de VOC werd Fesodonne kort daarna krankzinnig en stierf in juni 1630 'naerdat 2 à 3 maenden herseloos in ketenen geslooten hadde geseeten'.
Intussen was Van Nijenrode's contract met de VOC afgelopen en wilde hij terug naar Batavia. Vanwege het embargo kon hij echter niet wegkomen. Hij bracht dus de volgende jaren in Nagasaki door met zijn twee Japanse vriendinnen, Tokeshio en Surishia, met wie hij twee dochters kreeg: Hester en Cornelia van Nijenrode. In 1631 raakte hij na een hersenbloeding aan een kant van zijn lichaam verlamd. Toen in september 1632 Nuyts in Hirado arriveerde om zich op last van gouverneur-generaal Jacques Specx als zondebok en gijzelaar bij de shogun te melden (omdat hem door de Compagnie 'de oorsaeke van alle de moeijten, onheijlen, geledene schaeden en affronten in Jappon'  toegeschreven werd) bleek Van Nijenrode al een jaar zijn kamer niet uit te zijn geweest. Toch hoopte hij nog naar Batavia te kunnen reizen toen het embargo dankzij Nuyts' offer werd opgeheven. In januari liet hij 39 koffers en kisten vol met allerhande kunstvoorwerpen aan boord brengen van het schip de Heusden. De 31e overleed hij echter alsnog, kort voordat hij aan boord gebracht kon worden. 'Onse Nieuwenroode is out, caduyck ende heel affgesleten, vol siekten ende miseriën', schreef de Raad van Indië in Batavia aan de Heren XVII. Bovendien had hij volgens de Raad 'in 't laetste van sijn leven Christum onsen Salichmaeker genoechsaem versaeckt'. Evengoed had hij bij testament bepaald dat zijn dochters Hester en Cornelia een christelijke opvoeding moesten krijgen. Van Nijenrode is vermoedelijk op Japanse wijze gecremeerd.
Toen de Heusden in Batavia aankwam werd Van Nijenrode's nalatenschap publiekelijk geveild, omdat geconcludeerd werd dat hij alles door ongeoorloofde particuliere handel, 'buyten sijne verdiende maendgelden' had verkregen. De opbrengst, 23.604 gulden, 14 stuivers en 4 penningen, ging naar de Compagnie.

## Werk
- Nijenrode, Cornelis van, Remonstrantie en verthoninge der gelegentheyt des coninckrijx van Siam mitsgaders haeren handel ende wandel ende waar de negotie meest in bestaet etc, Kroniek van het Historisch Genootschap Gevestigd te Utrecht, 10 (1854), blz. 176-91.